# ジョイ (スーパーマーケット)

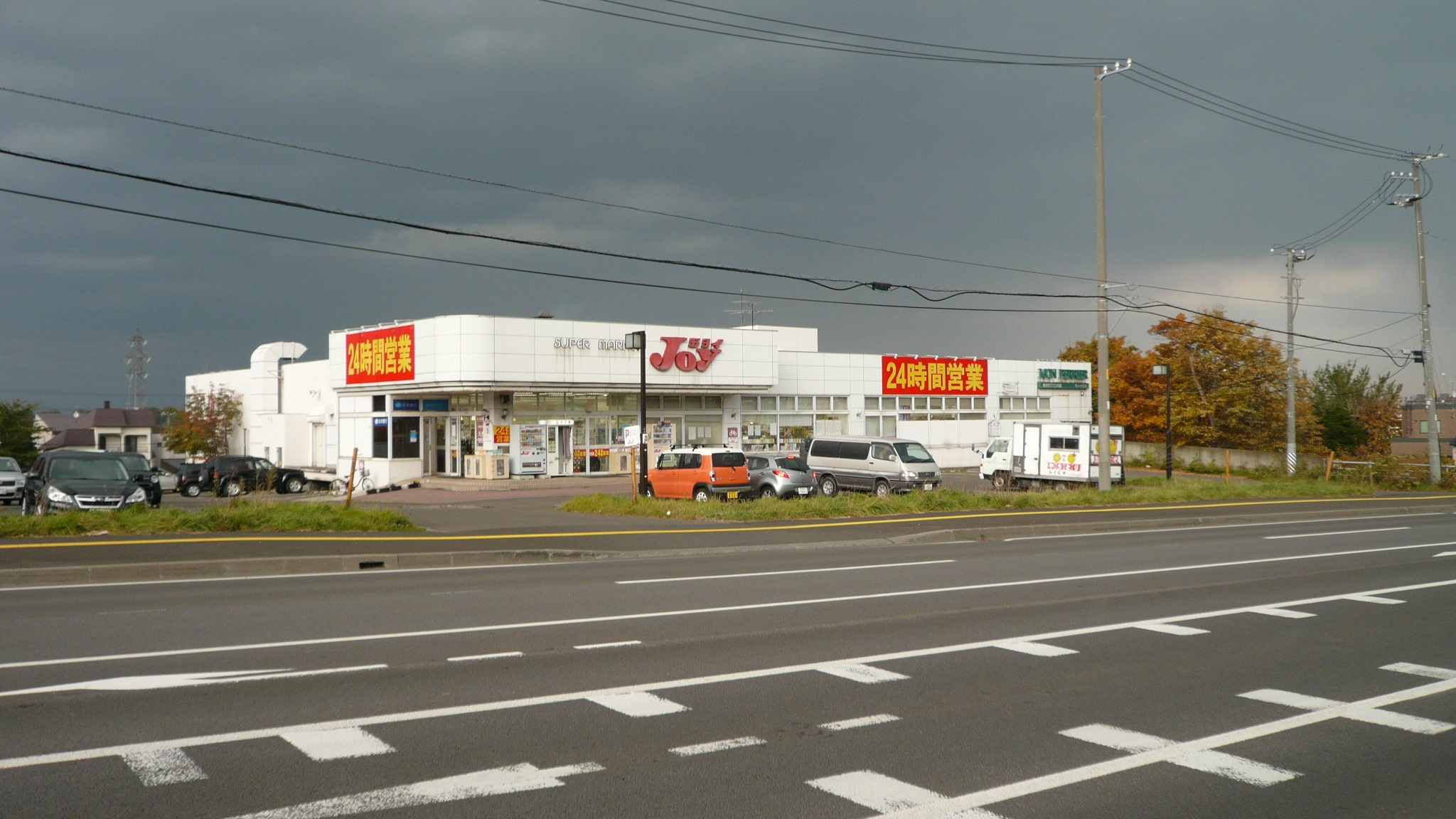
ジョイ稲穂店（札幌市手稲区）

ジョイ（Joy）は、かつて北海道に存在したスーパーマーケットである。
法人名としてのジョイ（Joy Co., Ltd.）は2004年（平成16年）7月30日から2008年（平成20年）3月30日まで、店舗ブランド名としての「スーパーJoy」は1972年（昭和47年）から2018年（平成30年）10月31日まで使用されていた。
ここでは、法人としてのジョイ、および法人設立前にジョイなどを運営していた日本商事、住友石炭鉱業などの流通部門についてを述べている。2008年4月以降の店舗ブランドとしてのジョイについてはマックスバリュ北海道を参照。

## 概要
「ジョイ」「プライスマート」ブランドのスーパーマーケットはかつて住友石炭鉱業によって札幌市を中心に江別市、北広島市、滝川市などに20店舗弱展開されていた。それとは別に、赤平市を中心として2002年までは別法人による運営であった「ニッショウ」が存在していた。
2004年にはイオングループ入りしたが、2008年にマックスバリュ北海道に合併され、2018年には「ジョイ」の屋号で展開する店舗は消滅することとなった。

## 歴史

### 日本商事時代
1962年（昭和37年）、札幌市を本社に置く住友石炭鉱業株式会社の子会社、日本商事株式会社（にほんしょうじ）が設立された。会社創立の主目的は「食料品、衣料品など物品の製造、加工、販売」であったが、実際の創立当初の事業は住友赤平炭鉱・歌志内炭鉱の川流微粉炭の採集で、山元手取の手助けを行うものであった。翌年の1963年（昭和38年）1月23日、住友石炭鉱業の各鉱山の配給所分離問題が解決し、住友赤平炭鉱・奔別炭鉱の配給所計14店舗が日本商事に移管。その後配給所はストアと改称された。
その後日本商事はスーパーマーケット事業に進出、札幌市にスーパーマーケット一号店として1966年（昭和41年）8月、「いずみストア北光店」を開店。その後北栄店、厚別店を出店した。
一方1970年（昭和45年）、羽幌炭鉱の子会社で親会社の閉山により営業を停止し、札幌地裁から破産宣告を受けた大五商事（店舗名：総合ストア大五）が運営していた北店・新川店・北郷店・月寒店、および建設中であった平和通店の計5店舗の運営を引き継ぎ、こちらは子会社サニーマートが運営するサニーマートとする。その後白石店を開店した。
1972年（昭和47年）4月に「赤平日本商事株式会社」（あかひらにほんしょうじ、本社：赤平市）を設立し、赤平・歌志内のストア（旧配給所）を分離する。同年5月、日本商事運営の札幌市内の「いずみストア」3店舗およびサニーマート運営の「サニーマート」6店舗を統合し、新しく「ジョイチェーン」が発足することとなった。
1973年（昭和48年）8月に会社としてもサニーマートを合併。その後は積極的なチェーン化を推し進めていった。1979年（昭和54年）に日本商事は住友石炭鉱業株式会社の総合多角化経営の一翼を担う事業部門として、合併されることとなる。

### 住友石炭鉱業の一部門として
1980年（昭和55年）、シージーシー北海道本部（現在の北海道CGC）の立ち上げに参加する。住友石炭鉱業の一部門となった後も「ジョイ」の商標で年間1,2店舗ずつの出店を続け、1981年（昭和56年）には札幌市内で2位の規模を持つスーパーに成長。
1983年（昭和58年）以降は150坪型の老朽化店舗の閉店や既存店の増築や改築といったスクラップアンドビルドを繰り返し、体質の改善を図っていった。その結果、1990年（平成2年）には売上高100億円を超え、住友石炭鉱業の売上の12.2%を占める事業となった。
1994年（平成6年）時点で、JOYチェーンの売上高は168億1300万円で北海道10位の売上高を持つスーパーマーケットであった。
1997年（平成9年）当時、住友石炭鉱業北海道支社では中期ビジョンとしてスーパーマーケットのほか酒類や書籍の販売を行い、370億円規模を目指すとされていた。

### 赤平日本商事→ニッショウ
1972年に分社した赤平日本商事は独自の道を辿っていた。当初は「赤平日本商事ストア」を名乗っていたが住友赤平炭鉱株式会社の設立と共にその子会社となり、「ニッショウ」に社名と店名を共に変更。赤平以外へも店舗の展開をすすめ、1988年（昭和63年）、砂川市に輸入家庭用品などを販売する「ワールド・ショップ・ニッショウ」を開店したり、1989年（平成元年）北見市に輸入品専門店を出店するなどした。
1994年、住友赤平炭鉱が閉山するに辺り、赤平の地域経済振興と離職者の雇用の受け皿の一環として、ニッショウ旧本店（位置は北海道中央バス「住友栄町」停留所前の国道38号線信号、旧赤平自動車学校右隣・旧赤平住友小学校付近）を旧市民球場跡地に移転し増床を行う。赤平市内初の大型スーパーマーケット、「セリオあかびらニッショウマート」として開店した。
ニッショウ株式会社は住友赤平炭鉱閉山後も住友石炭鉱業株式会社の子会社となり存続していた。

### イオングループへの売却
2002年（平成14年）、住友石炭鉱業の子会社として株式会社エスシーエム興産が設立され、ジョイはエスシーエム興産の経営となった。また株式会社ニッショウから赤平市の店舗運営を委託された為、スーパーマーケットの運営会社は一本化された。エスシーエム興産はスーパーマーケットの他に不動産賃貸管理業およびゴルフ場の運営を行う会社で、2004年（平成16年）3月期には、年商242億9400万の売上を上げる企業であった。またスーパーマーケット事業においても2002年3月の169億円から2004年3月には204億円に増加。既存店の売上も4%以上伸びていた。
しかし大手の寡占化が進む中で、地元中堅のスーパーマーケットであるJOYは生き残りに限界があり、また親会社の住友石炭鉱業は石炭関連事業に経営資源を集中させ、新規出店が出来ないでいる状態だった。一方、道内の事業拡大を目指しており、マックスバリュ北海道との店舗の重複が少ないイオンとの思惑が一致し、イオンがJOYを買収することになった。買収額は約18億円であった。
なお、エスシーエム興産はジョイ売却後の2004年9月にゴルフ場運営会社の有限会社ジー・ジー・シーに経営を譲渡。住友石炭鉱業の連結子会社では無くなりゴルフ場や不動産事業の運営を続けていたが、自主再建を断念し、2005年（平成15年）2月に民事再生法を申請した。

### イオングループ加入後
イオングループの下で、法人としての「株式会社ジョイ」が設立された。設立時にはエスシーエム興産の経営陣、店舗、従業員をそのまま引き継ぎ、またマックスバリュ北海道との合併も否定された。
2005年（平成17年）には2010年に売上高500億円、経常利益10億円を目指すという目標を掲げた。2006年（平成18年）2月23日に栄町店を出店し、4年ぶりに出店を再開。年間2、3店舗ペースでの出店を目指すとした。
2006年（平成18年）9月には、空知地区を中心に展開していたスーパーマーケット「りょーゆー」を運営する菱栄商事が事業を撤退するにあたり一部店舗を買収。この時に営業を引き継いだのは滝川市の栄町店（ジョイ滝川栄町店）、西町店（ジョイ滝川西町店）、朝日町店（ジョイ朝日町店）、滝の川店（ジョイ滝の川店）、芦別市の本町店（ジョイ芦別店）の5店舗で、全て「ジョイ」へ転換した。
しかし、その後のジョイは業績低迷が続いた。2006年3月期は2000万円、2007年（平成19年）3月期は3億1800万円の経常損失を計上。2007年6月には、マックスバリュ北海道の社長であった松長正三が社長となり、経営効率の改善や商品調達力の強化に取り組んだ。ジョイの業績は回復しつつあったが経営の効率化と競争力の強化を図る為、2008年（平成20年）2月にマックスバリュ北海道と合併契約書を締結し、4月1日にマックスバリュ北海道に吸収合併された。

### 「ジョイ」ブランドの消滅
マックスバリュ北海道には「Joy」「プライスマート」「ニッショウマート」のブランド計18店舗はそのまま引き継がれた。
しかし後年、改装などを行う際に地域実情に合わせて改善が見込める店舗については「マックスバリュ」「マックスバリュエクスプレス」「ザ・ビッグエクスプレス」に転換を行う一方、ジョイの店舗には小型店が多く収益を伸ばすには限界があった為、多くの店舗が閉店することとなった。
「ジョイ」の屋号は朝日町店の閉店をもって2018年（平成30年）10月31日に消滅。「プライスマート」の屋号は苗穂店のみしばらく残ったが、2020年（令和2年）1月31日に閉店し、これをもって「ジョイ」由来の屋号は完全消滅することになった。

## 沿革
- 1962年（昭和37年）2月23日 - 日本商事株式会社設立[2]
- 1963年（昭和38年）
  - 1月23日 - 赤平・奔別炭鉱の配給部門を譲受。配給所（後にストアと改称）の運営開始[3]。
  - 12月 - 岩見沢に「日之出ストア」開店[2]。この店舗はのちに「ジョイ」となる[6]ため、ジョイの店舗で最古となる。
- 1964年（昭和39年）3月26日 - 第一林業株式会社を吸収合併、木材部とする[2]。
- 1966年（昭和41年）8月 - いずみストア北光店開店。札幌市のスーパーマーケット事業に進出[2]
- 1967年（昭和42年）5月 - 木材部を第一林業株式会社を設立し再び分離[2]。
- 1970年（昭和45年）12月 - 大五商事の運営していた「総合ストア大五」4店舗、および建設中であった1店舗を入手。子会社の「サニーマート」を設立する[5]。
- 1972年（昭和47年）
  - 4月 - 赤平日本商事株式会社を設立。赤平・歌志内のストアを分離[3]。
  - 5月 - いずみストア運営の3店舗とサニーマート運営の6店舗を合体し、ジョイチェーン発足[4]
  - 12月 - ジョイチェーン北新川店・西岡店開店[2]。ジョイとして開店した最初の店舗。
- 1973年（昭和48年） - サニーマートを合併[2]。
- 1975年（昭和50年） - ジョイチェーン東札幌店にショッピングセンターを併設[2]。
- 1979年（昭和54年）10月 - 日本商事、住友石炭鉱業に合併。住友石炭鉱業の一部門となる[4]。
- 1980年（昭和55年） - シージーシー北海道本部が発足し、ジョイも参加する[1]。
- 1994年（平成6年）11月23日 - 赤平のニッショウの店舗を移転。「セリオあかびらニッショウマート」を開店[3]。
- 2002年（平成14年）10月 - 不動産業などとともに連結子会社の株式会社エスシーエム興産に分離され[15]、その運営となる。
- 2004年（平成16年）7月 - エスシーエム興産から売却され、イオンの完全子会社として株式会社ジョイを設立[16]。
- 2006年（平成18年）9月 - 食品事業から撤退する菱栄商事から5店舗を譲受[20]。ジョイに改称。
- 2008年（平成20年）
  - 2月 - マックスバリュ北海道と合併契約書を締結[22]。
  - 4月1日 - マックスバリュ北海道に吸収合併され、会社解散。
- 2018年（平成30年）10月31日 - ジョイ朝日町店が閉店[24]。店舗ブランドとしてのジョイ消滅。
- 2020年（令和2年）1月31日 - プライスマート苗穂店が閉店[25]。これでジョイ由来のブランドはすべて消滅することになった。

## 店舗
合併時（2008年4月）の店舗は次の通り。その後の閉店や転換についても付記する。
- ジョイ - 15店舗
  - 西町店（札幌市西区） - 1990年10月に開店（店舗面積870m2）。2013年6月20日に「マックスバリュ エクスプレス 発寒南駅前店」へ転換[26]。
  - 前田店（札幌市手稲区） - 1991年9月7日、住友石炭鉱業時代に開店（店舗面積1,000m2）[27]。2012年3月24日に「ザ・ビッグ エクスプレス 前田店」へ転換[27][28]。
  - 稲穂店（札幌市手稲区） - 1992年、住友石炭鉱業時代に開店（店舗面積1,079m2）[29][30]。賃借契約期間満了により2018年4月30日に閉店[31][30]。
  - 新川店（2代）（札幌市北区） - 1993年に開店。ショッピングセンターの中核店舗として展開されていた。2013年6月30日閉店[32]
  - モエレ店（札幌市東区） - 1996年に開店[33]。2011年3月11日に「ザ・ビッグ エクスプレス モエレ店」へ転換[34]
  - 栄町店（札幌市東区、栄町ショッピングセンター内） - 2006年2月23日に開店[35]（店舗面積1822m2[36]）。株式会社ジョイ時代に開店した唯一の店舗。2010年6月4日に「ザ・ビッグ エクスプレス 栄町店」へ転換[37]。
  - 白石店（二代）（札幌市白石区、NBSショッピングセンター内） - 1994年に開店（店舗面積1077m2）。2013年7月5日に「マックスバリュ 北郷店」へ転換[38]したのち、2022年8月31日に建て替えのため閉店[39]。建て替え後は「イオン」へ業態転換し、2024年5月31日に「イオン北郷店」として再オープン[40]。
  - 東月寒店（札幌市豊平区） - 1988年に開店。2017年7月31日閉店[41][42]。
  - 倶知安店（倶知安町） - 2002年5月、長崎屋倶知安店の跡地に出店[43]。2012年8月31日閉店[44]。
  - 滝川西町店（滝川市） - 「りょーゆー西町店」からの転換店舗。マックスバリュ滝川本町店と入れ替わる形で2012年10月28日に閉店[45]。
  - 滝川栄町店（滝川市） - 1970年、菱栄商事が「りょーゆー栄町店」として開店[46]し、2006年9月に「ジョイ滝川栄町店」に転換[47]。2016年1月31日閉店[47]。
  - 朝日町店（滝川市） - 1973年、菱栄商事が「りょーゆー朝日町店」として開店（店舗面積641m2）[46][48]。2018年10月31日閉店[48]。
  - 芦別店（芦別市） - 1981年、「りょーゆー本町店」として開店し、2006年にジョイに転換。2018年4月14日に「マックスバリュ 芦別店」へ転換[49][50]。
  - セリオおおまがり店（北広島市） - 1995年に開店、2016年8月23日閉店[51]。閉店後は産直生鮮市場大曲店が入居[52]。
  - セリオのっぽろ店（江別市） - 2009年4月30日閉店。閉店後はスーパーセンタートライアル野幌店が入居[52]。
- プライスマート - 2店舗
  - 苗穂店（札幌市東区） - 1977年に開業。開業当初はジョイ苗穂店[53]。2020年1月31日に閉店[54]し、「プライスマート」の屋号は消滅[55]。
  - 平岸店（札幌市豊平区） - 1990年に開業[56]。2010年2月6日に「ザ・ビッグ エクスプレス 平岸店」へ転換[57]。
- ニッショウマート - 1店舗
  - あかびら店（赤平市） - 1994年、炭鉱閉山に伴う地域振興のため[13]、セリオあかびらの核店舗として開店[3]。2009年2月10日に「マックスバリュ 赤平店」に転換[58]。

マックスバリュ北海道への合併後、マックスバリュ北海道の公式ウェブサイトでは、ジョイの店舗がマックスバリュ北海道の既存店と店名が重複する場合のみ「ジョイ○○店」と記載し（該当するのは白石店・倶知安店）、それ以外は店名のみ記載していた。「プライスマート」「ニッショウマート」については重複がなくても店舗ブランド名も記載された（なお、プライスマート平岸店はマックスバリュ平岸店と店名が重複していた）ほか、「ジョイ」のうちセリオ店舗については「セリオ○○店」と記載された。
2020年3月1日にマックスバリュ北海道はイオン北海道に吸収合併されたが、この時点でマックスバリュ北海道の店舗として運営が続けられていたのは、以下の8店舗であった。その後、北郷店が建て替えのため閉店し、2022年9月時点では7店舗がイオン北海道運営により営業を続けている。
- ジョイ→マックスバリュ：北郷店・芦別店
- ニッショウマート→マックスバリュ：赤平店
- ジョイ→マックスバリュエクスプレス：発寒南駅前店
- ジョイ→ザ・ビッグエクスプレス：前田店・モエレ店・栄町店
- プライスマート→ザ・ビッグエクスプレス：平岸店

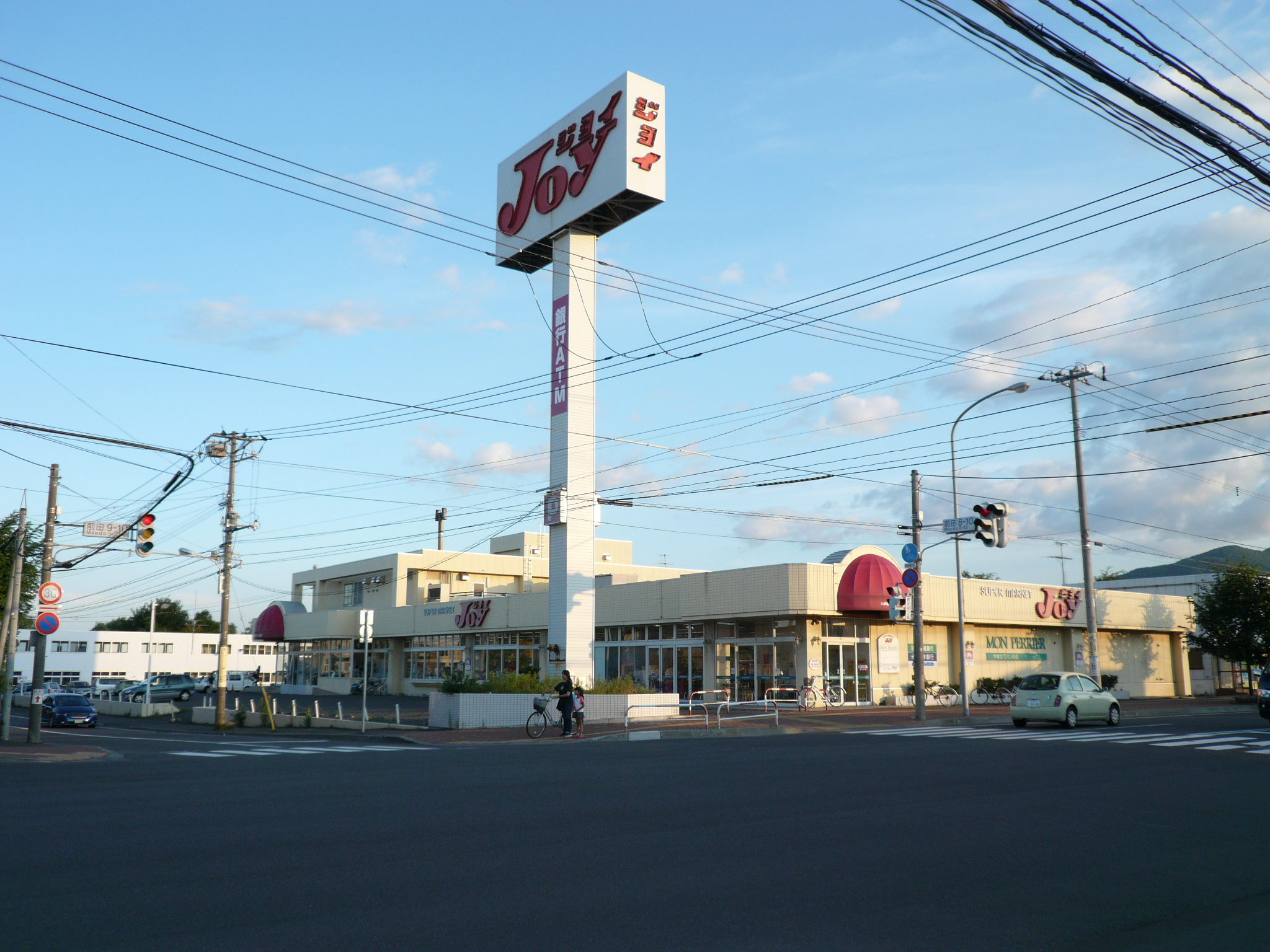
ジョイ前田店（2011年8月）
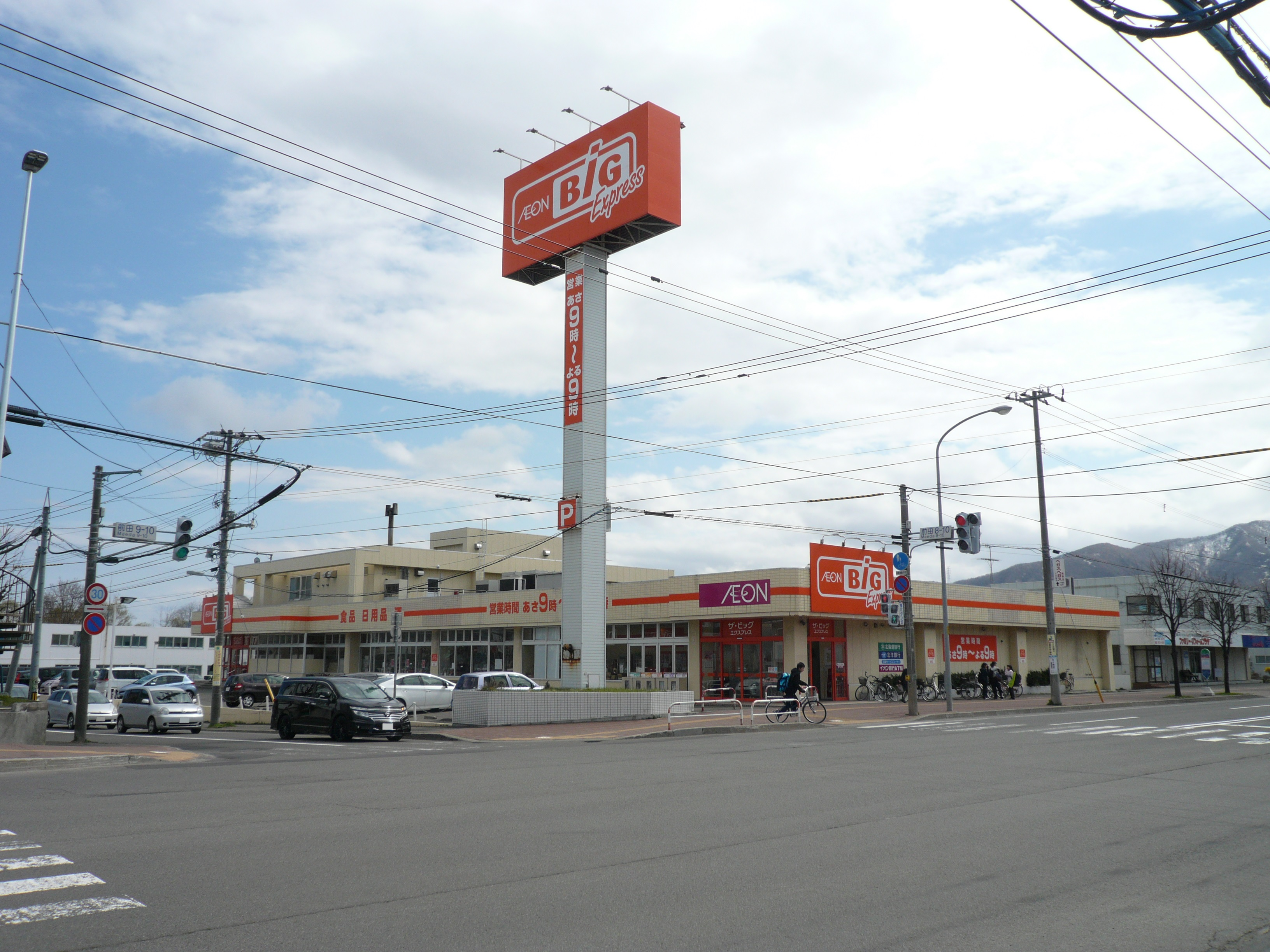
ジョイ前田店から転換されたザ・ビッグエクスプレス前田店（2016年5月）

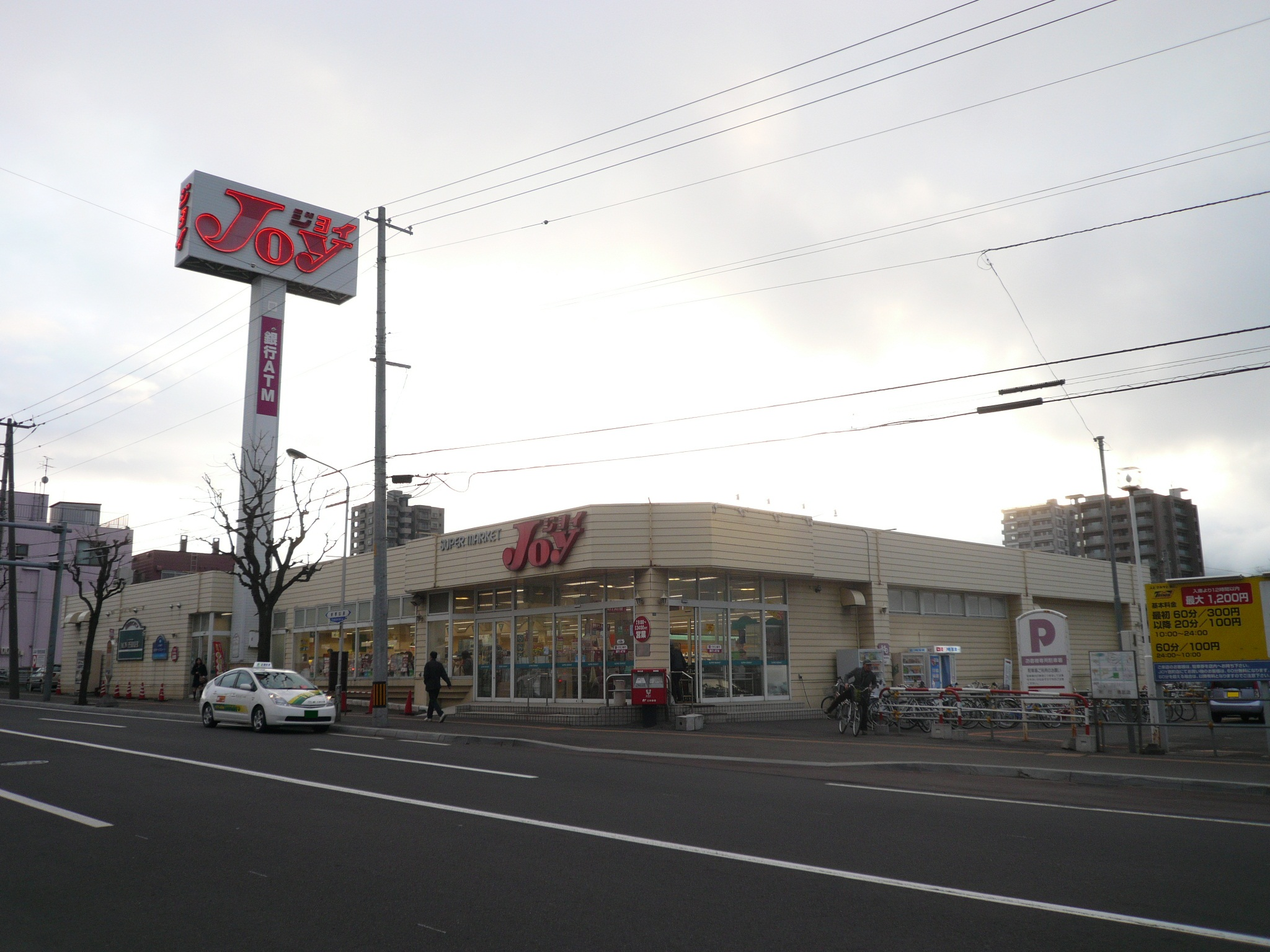
ジョイ西町店（2012年4月）
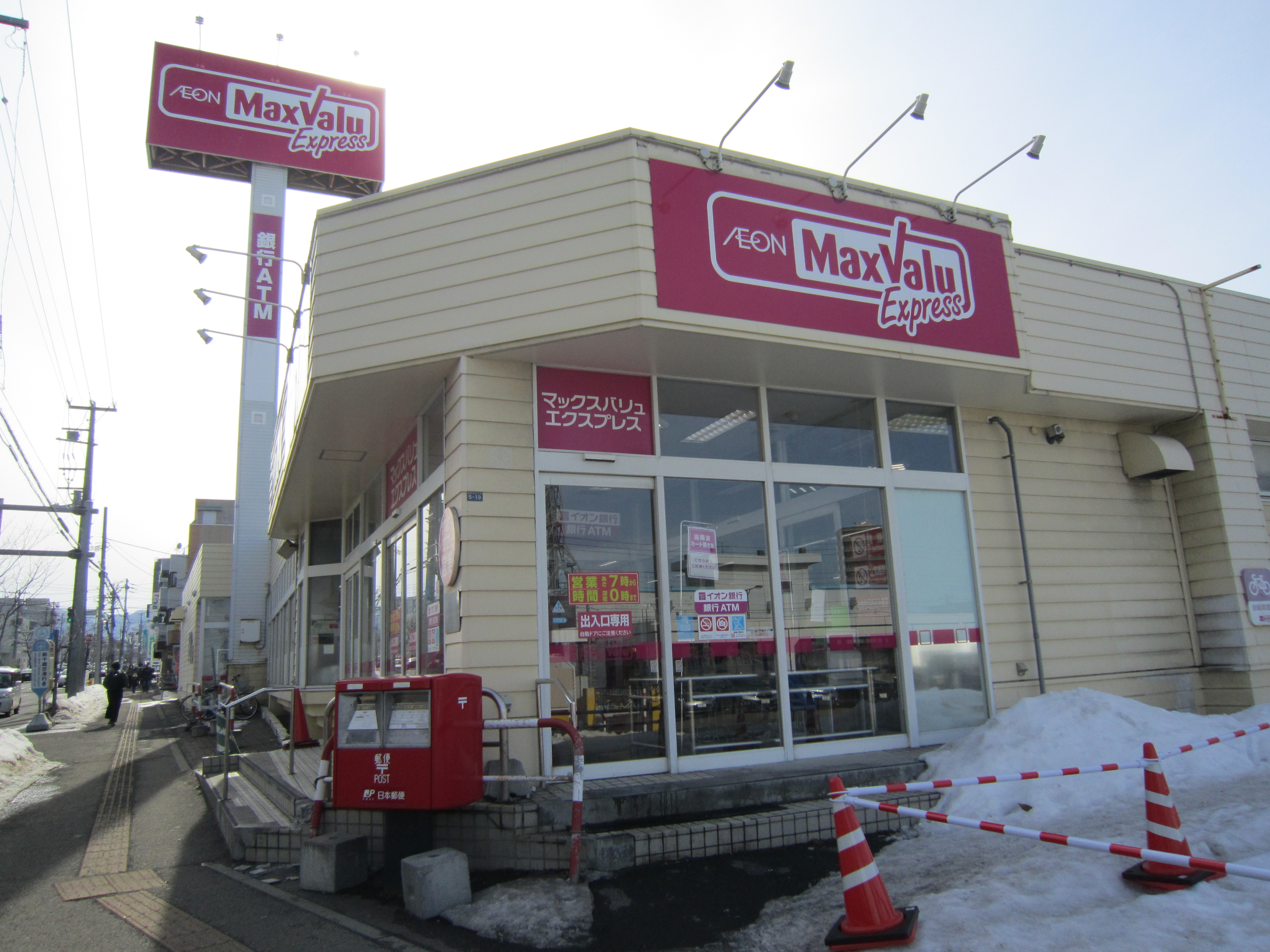
ジョイ西町店から転換されたマックスバリュエクスプレス発寒南駅前店（2021年3月）

### 閉店した店舗
マックスバリュ北海道合併以前に閉店した店舗について記述する。
- ジョイ
  - 東八軒店（札幌市西区） - 日本商事時代に開店した店舗[2]。店舗跡地は宅地化された。[要出典]
  - 西野店（札幌市西区） - 1997年、サンワドーの跡地に開店[60]。閉店後は「文教堂書店西野3条店」が入居。[要出典]
  - 発寒中央店[61]（札幌市西区） - 2008年1月30日閉店。同年12月に店舗が解体される。[要出典]
  - 発寒西店[6]（札幌市西区） - 発寒6条13丁目に所在。店舗跡地はマンションとなった。[要出典]
  - 北光店[6]（札幌市北区北24条東1[62]、1966年（昭和41年）8月1日開店[62]）
店舗面積487m2[62]
旧いずみストア北光店[4]。1966年、札幌市内進出第一号店として開店[2]。
  - 新川店（初代）（札幌市北区） - 旧総合ストア大五新川店[4]。その後サニーマートを経て、ジョイ新川店になった[6]。2013年に閉店になったジョイ新川店（二代）とは別。
  - 北店（札幌市北区） - 旧総合ストア大五札幌北町。その後サニーマートを経て、ジョイ北店となった[6]。
  - 北新川店[6]（札幌市北区）-1972年12月開店[2]。
  - あかしや店（札幌市北区）- 日本商事時代に開店した店舗[2]。
  - 北栄店[6]（札幌市東区北26条北8[62]、1968年（昭和43年）7月26日開店[62]）
店舗面積370m2[62]
旧いずみストア北栄店[2][4]。
  - 東札幌店（札幌市白石区） - 日本商事時代に開店。1974年3月にショッピングセンターを併設した[2]。東札幌2条4丁目に所在する「丸亀ビル」に入居していた。閉店後は日立コンシューマ・マーケティング北海道支社が入居。[要出典]
  - 南郷通店（札幌市白石区）
  - 北白石店[63]（札幌市白石区） - 閉店後は「りんごハウス北郷店」→「卸売スーパー北郷店」が入居。[要出典]
  - 平和通り店（札幌市白石区）- 旧大五商事が建設中だった店舗。ジョイが引き継ぎ、サニーマートとして開店させた[5]。
  - 北郷店（札幌市白石区）-旧総合ストア大五白石北郷店[4]。その後サニーマートを経て、ジョイ北郷店となった[6]。
  - 白石店（初代）[6]（札幌市白石区） - 旧サニーマート。2013年に「マックスバリュ北郷店」に転換したジョイ白石店とは別。
  - 厚別店[6]（札幌市厚別区） - 旧いずみストア[2]。2007年9月30日閉店。
  - 厚別南店[63]（札幌市厚別区）
  - 月寒店（札幌市豊平区）- 旧総合ストア大五の東月寒店[4]。その後サニーマートを経てジョイ月寒店となった[6]。
  - 西岡店[64]（札幌市豊平区）- 1972年12月開店[2]。
  - 大麻店[61]（江別市） - 2008年1月20日閉店。閉店後は「ラルズマート大麻銀座店」→ディスカウントストアトライアル大麻店が入居[65]。
  - 滝の川店（滝川市） - 2007年9月30日閉店。「りょーゆー滝の川店」からの転換店舗。ジョイとしては約1年での閉店となった[66]。
- ベンリーマート（札幌市中央区） - コンビニエンスストア型の店舗。
- 赤平日本商事ストア・ニッショウ - 「ストア」が付く店舗と売店は赤平日本商事時代の店舗
  - 赤平ストア（赤平市） - ニッショウ運営時代に「本店」と呼ばれた。赤平市立赤平住友小学校（2014年閉校）付近にあった。1994年10月、「セリオあかびらニッショウマート」（前述の通り2009年2月10日に「マックスバリュ赤平店」に改称）に移転開店[13]するのに伴い閉店した。
  - 山手ストア、緑町ストア、春光台ストア、本町ストア、福住ストア、日の出ストア、朝日町ストア- 赤平市字赤平の通称住友地区に展開していた店舗群。
  - 平岸ストア、美園店 - 赤平市内で住友地区以外に展開した店舗。
  - 上歌ストア（上歌志内）、歌志内ストア（歌志内市中村）、高台ストア（文珠高台） - 歌志内市に展開していた店舗群。住友歌志内炭鉱の購買店で閉山後も営業していた。
  - 砂川店（砂川市） - 1988年、「ワールド・センター・ニッショウ」として開店した店舗。空知中央地区進出の足掛かりとするとしていた[11]。
  - 病院売店（赤平炭砿病院の売店、病院売店にもかかわらずチラシ特価を実施していた）、坑口売店 - 赤平砿業所敷地内にあった売店。